# Maurice Stokes
Maurice Stokes (17 de junho de 1933 - 6 de abril de 1970) foi um jogador de basquete profissional americano. Ele jogou pelo Cincinnati / Rochester Royals da National Basketball Association (NBA) de 1955 a 1958. Stokes foi três vezes All-Star da NBA, três vezes All-NBA Second Team e o NBA Rookie of the Year em 1956. Sua carreira - e mais tarde sua vida - foi interrompida por uma lesão cerebral debilitante e paralisia. Stokes é homônimo do prêmio de companheiro de equipe do ano Twyman-Stokes da NBA ao lado de Jack Twyman, que serviu como guardião legal de Stokes durante os anos finais de sua vida. Stokes foi introduzido no Naismith Basketball Hall of Fame em 2004.

## Carreira universitária
Stokes frequentou e se formou no Saint Francis College em Loretto, Pensilvânia. Lá ele liderou o Red Flash para o Torneio da NCAA de Basquete de 1955 e foi eleito o Jogador Mais Valioso, embora sua equipe tenha terminado em quarto lugar no torneio. Em sua primeira temporada na faculdade, Stokes teve uma média de 23,1 pontos e 26,5 rebotes por jogo. Na temporada seguinte, ele teve média de 27,1 pontos e 26,2 rebotes por jogo. Stokes continua a ser o melhor rebote de todos os tempos do St. Francis com 1 819 e é o segundo na pontuação com 2 282 pontos. O Red Flash foi de 79-30 durante as quatro temporadas de Stokes. Posteriormente, ele foi indicado para o Hall da Fama da Universidade St. Francis.

## Carreira na NBA
Jogando para a National Basketball Association 's Rochester Royals, que se tornaram os Royals Cincinnati em 1957, de 1955 a 1958, Stokes média de 16,3 rebotes por jogo durante a sua temporada de estreia e foi nomeado NBA Rookie of the Year. Na temporada seguinte, ele estabeleceu um recorde da liga para a maioria dos rebotes em uma única temporada com 1 256 (17,4 por jogo). Stokes foi o segundo na NBA em rebotes e o terceiro em assistências em 1957-1958; um feito que apenas Wilt Chamberlain conseguiu em uma temporada inteira. Durante suas três temporadas na NBA (1955–58), ele pegou mais rebotes do que qualquer outro jogador com 3 492 ( Bob Pettit foi o segundo com 3 417) e também acumulou 1 062 assistências, que foi o segundo na NBA apenas para o armador do Boston Celtics Bob Cousy (1 583). Stokes foi nomeado um All-Star e All-NBA Second Team por todas as três temporadas de sua carreira. Ele foi introduzido no Naismith Memorial Basketball Hall of Fame em setembro de 2004. Ele é um dos oito jogadores da NBA que registraram quatro triple-doubles consecutivos

## Lesão e paralisia
Em 12 de março de 1958, no último jogo da temporada regular da NBA de 1957 a 1958, Stokes ficou inconsciente depois de ir para a cesta, fazer contato e bater com a cabeça ao cair na quadra. Ele foi revivido com sais aromáticos e voltou ao jogo. Três dias depois, após registrar 12 pontos e 15 rebotes em um jogo de desempate na rodada de abertura contra o Detroit Pistons, adoeceu no voo da equipe de volta para Cincinnati. Mais tarde, Stokes sofreu uma convulsão e ficou permanentemente paralisado. Foi diagnosticado com encefalopatia pós-traumática, uma lesão cerebral que danificou seu cortex cerebral. Durante os anos que se seguiram, Stokes seria apoiado e cuidado por seu amigo de longa data e companheiro de equipe, Jack Twyman, que se tornou o guardião legal de Stokes. Embora permanentemente paralisado, Stokes estava mentalmente alerta e se comunicava piscando os olhos. Ele adotou um regime de fisioterapia extenuante que acabou permitindo-lhe movimentos físicos limitados, e ele finalmente recuperou a capacidade de falar limitada. A condição de Stokes piorou na década de 1960 e mais tarde foi transferida para o Hospital do Bom Samaritano em Cincinnati, onde Twyman continuou a ser um visitante regular.

## Morte
Doze anos depois de entrar em coma pós-lesão, Stokes morreu aos 36 anos de um ataque cardíaco em 6 de abril de 1970. A seu próprio pedido, foi enterrado no Cemitério Franciscan Friar no campus da Saint Francis University em Loretto, Pensilvânia.

## Legado
Depois que Jack Twyman se tornou seu tutor legal, ele organizou um jogo de basquete de exibição de caridade em 1958 para ajudar a levantar fundos para as despesas médicas de Stokes. Esse jogo, liderado por Milton Kutsher, tornou-se uma tradição anual e foi batizado de Maurice Stokes Memorial Basketball Game. Mais tarde, foi alterado para Maurice Stokes / Wilt Chamberlain Celebrity Pro-Am Golf Tournament devido às restrições da NBA e da seguradora em relação aos atletas. A vida, os ferimentos e o relacionamento de Stokes com Twyman são retratados no filme de 1973 da National General Pictures, Maurie.

### Prêmio NBA Twyman-Stokes de Companheiro de Equipe do Ano
Em 9 de junho de 2013 a NBA anunciou que Stokes e Jack Twyman seriam homenageados com um prêmio anual em seus nomes, o prêmio de companheiro de equipe do ano Twyman – Stokes, que reconhece o jogador que representa o companheiro de equipe ideal da liga naquela temporada.

### Centro de Atletismo Maurice Stokes
O Centro de Atletismo Maurice Stokes (originalmente chamado de Edifício de Educação Física Maurice Stokes quando foi inaugurado em 1971), no campus da Universidade St. Francis, leva o seu nome.

## Destaques de carreira e prêmios
- 3 × NBA All-Star (1956 - 1958)
- 3 × Segunda equipe All-NBA (1956 - 1958)
- NBA Rookie of the Year (1956)
- Líder do rebote da NBA (1957)
- Nº 12 aposentado por Sacramento Kings